# Победа (кинотеатр, Уфа)
«Побе́да» — закрытый на реконструкцию типовой кинотеатр в Черниковке, на Первомайской улице в Калининском районе города Уфы. Памятник архитектуры первой половины XX века, с 1976 года является памятником истории и культуры.
Являлся долгое время культурным центром и единственным кинотеатром Черниковки. При кинотеатре до начала 2000‑х годов действовали киноуниверситет и кинолектории; в здании проводились кинофестивали и творческие встречи.

## Описание
Однозальный кинотеатр на 368 мест, с перламутровым экраном, звуковой системой Dolby Digital и цифровым оборудованием для демонстрации фильмов в формате 3D. Площадь здания — 1800 м2. При кинотеатре существует техническое здание (Первомайская улица, 41/1), помещение которого сдаются в аренду.

## История

### СССР
Первый камень в основание фундамента заложен 9 мая 1945 года на месте картофельного поля, в честь Дня Победы в Великой Отечественной войне, на улице Сталина города Черниковска.
Построен в 1945–1949 годах немецкими военнопленными и репрессированными по типовому проекту советского архитектора С. И. Якшина, который был реализован впервые в СССР, в стиле советского неоклассицизма. По проекту рассчитан на 630 мест, имел большое фойе с антресолями и эстрадную площадку для симфонического оркестра, а также читальный зал и лекторий; на здании установлена скульптура «Воин-победитель» (автор неизвестен).
Открыт в 1948 году. Первый киносеанс прошел 2 октября 1948 года, когда показали комедию «Весёлые ребята».
В 1955 году скульптуру «Воин-победитель» (из-за разрушения или демонтажа) заменили на скульптурную группу Б. Д. Фузеева. В 1958 году стал широкоэкранным кинотеатром.
В 1960–1980-х годах на ежегодных конкурсах Министерства культуры РСФСР более 15 раз занимал первое место. В 1963–1993 годах в здании действовал музей имени Героя Советского Союза разведчика Н. И. Кузнецова.

### Россия
С 2000 года принадлежал ООО «Кинокомплекс «Победа». В 2000–2001-х годах проведена реконструкция:  обветшавшее здание отремонтировано, проекционное, звуковое оборудование и экран — заменены. Тогда же с здания убрана скульптурная группа из-за разрушения.
В 2007 году проведено 2800 киносеансов (свыше 170 тыс. зрителей).
В 2015 году АО «Региональный фонд» выдало ООО «Экотехнологии» заём на развитие завода по переработке автомобильных шин в 60 млн рублей. Для обеспечения исполнения обязательств, ООО «Кинокомплекс «Победа» передало в залог здание кинотеатра.
26 октября 2016 года на месте убранной скульптурной группы установлена уменьшенная копия — скульптура «Воин-освободитель, рабочий и колхозница» по проекту уфимского скульптора Х. Х. Галиуллина.
До 2017 года входил в состав сети кинокомплексов «Планета кино». Летом 2017 года полностью закрылся из-за убыточности (последний сеанс состоялся 23 июля), также летом и осенью выставлялся на торги.
В январе 2019 года стало известно, что здание передадут спортивной школе № 22. 12 сентября 2019 года стало известно, что здание передадут филиалу детской музыкальной школы № 5, после планируемого проведения капитального ремонта. В 2020 году на проект капитального ремонта и его реализацию в 2021 году выделено 5,1 млн рублей.
На 2022 год закрыт, ведётся доработка проектно-сметной документации на проведение капремонта здания под размещение учреждения культуры. Планируется реконструкция к 450-летию основания города Уфы.
Осенью 2023 года проект реконструкции получил одобрение Главгосэкспертизы.

## Галерея

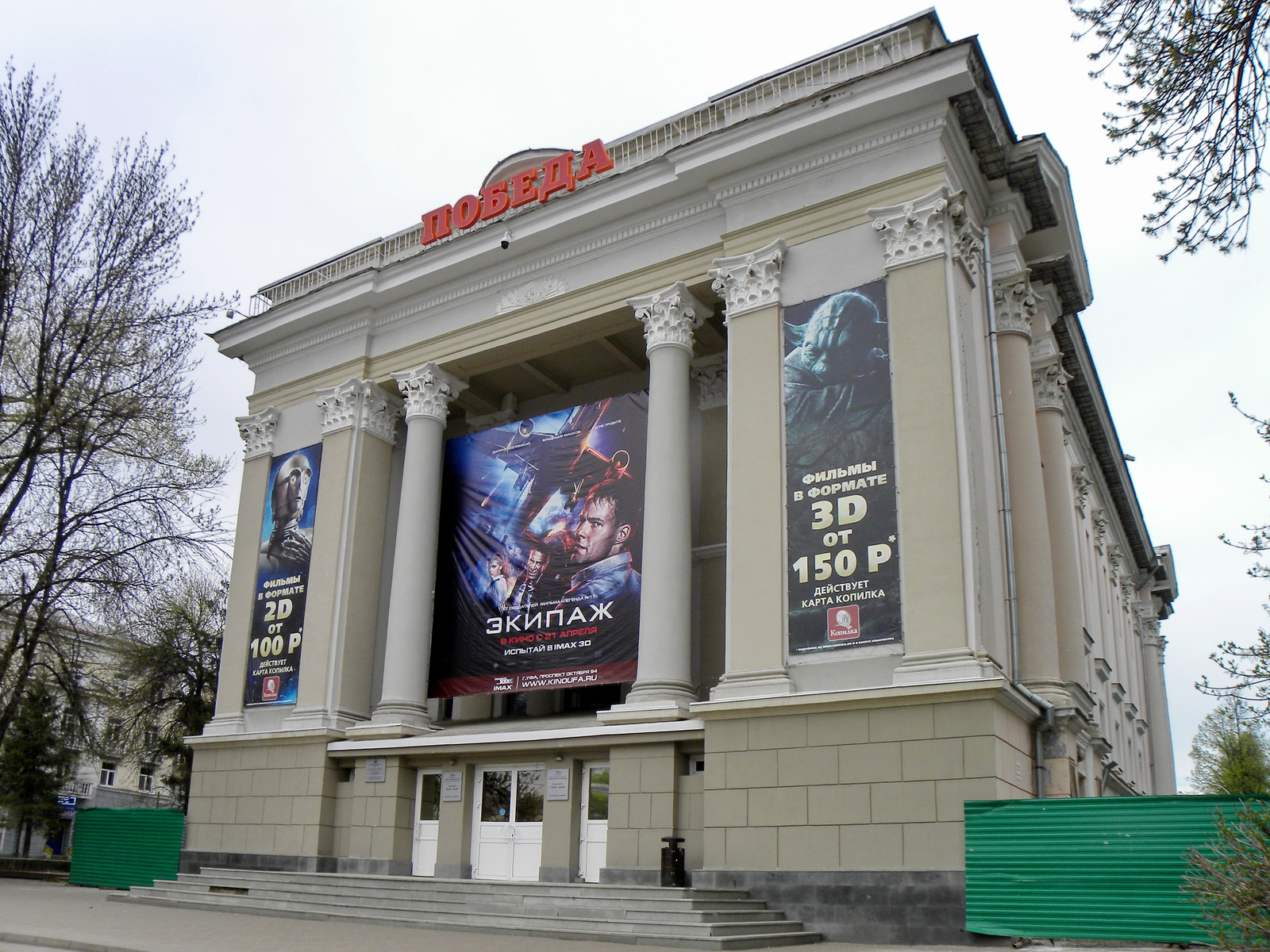
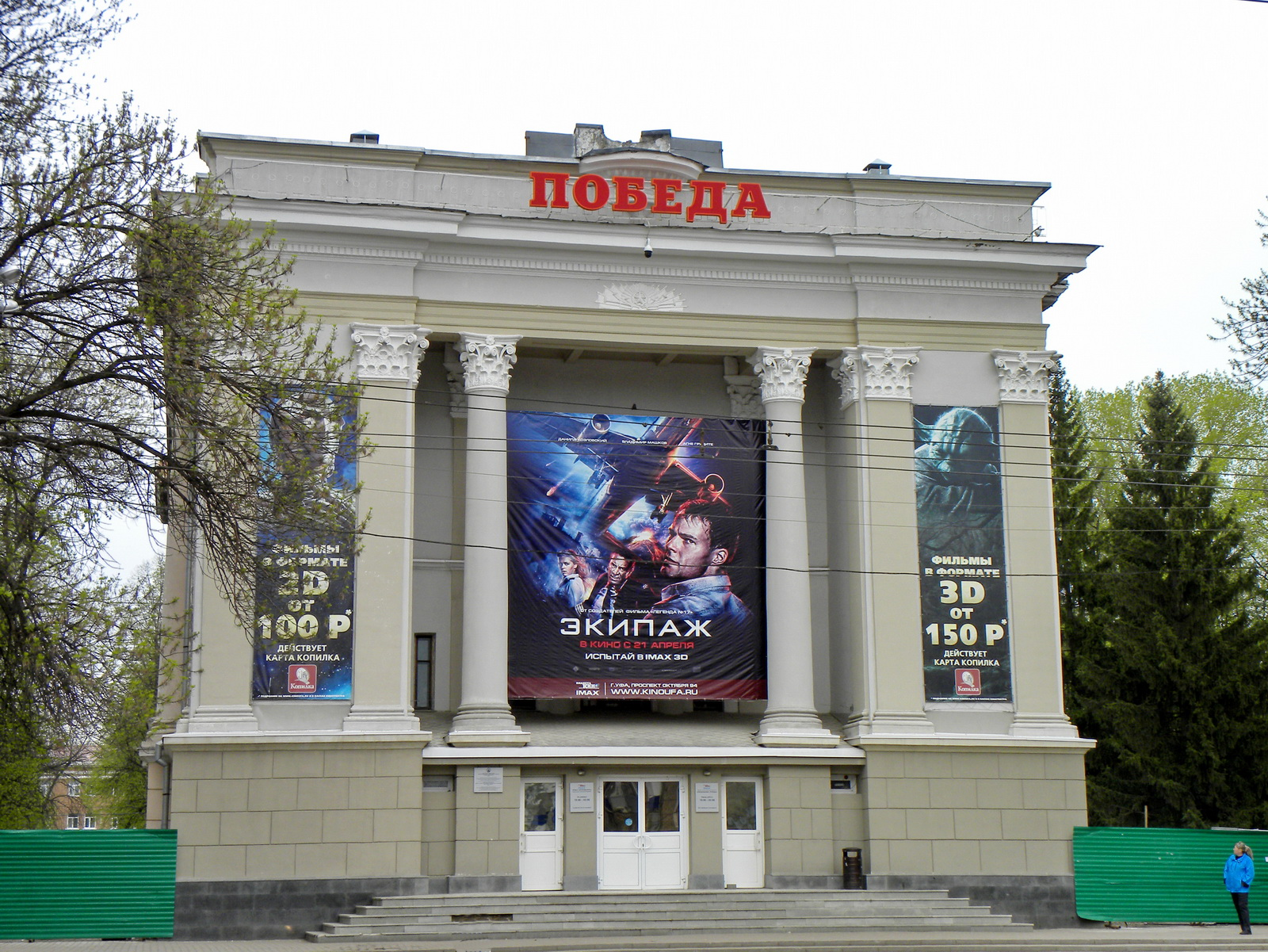